# Sept-Sorts
Sept-Sorts ist eine französische Gemeinde mit 597 Einwohnern (Stand: 1. Januar 2022) im Département Seine-et-Marne in der Region Île-de-France. Sie gehört zum Arrondissement Meaux und zum Kanton La Ferté-sous-Jouarre. Die Einwohner werden Septsortais genannt.

## Geographie
Sept-Sorts liegt etwa 16 Kilometer ostsüdöstlich von Meaux an der Marne, die die Gemeinde im Norden begrenzt. Umgeben wird Sept-Sorts von den Nachbargemeinden La Ferté-sous-Jouarre im Norden und Osten, Jouarre im Süden und Südosten, Sammeron im Westen sowie Ussy-sur-Marne im Nordwesten.

## Einwohnerentwicklung
| Jahr                       | 1962 | 1968 | 1975 | 1982 | 1990 | 1999 | 2006 | 2017 |
| Einwohner                  | 150  | 204  | 169  | 191  | 314  | 394  | 447  | 500  |
| Quellen: Cassini und INSEE |      |      |      |      |      |      |      |      |

## Sehenswürdigkeiten
- Lavoir (Waschhaus)